# Kradibia wassae
Kradibia wassae är en stekelart som först beskrevs av Wiebes 1980.  Kradibia wassae ingår i släktet Kradibia och familjen fikonsteklar. Inga underarter finns listade i Catalogue of Life.